# Smeltpunt

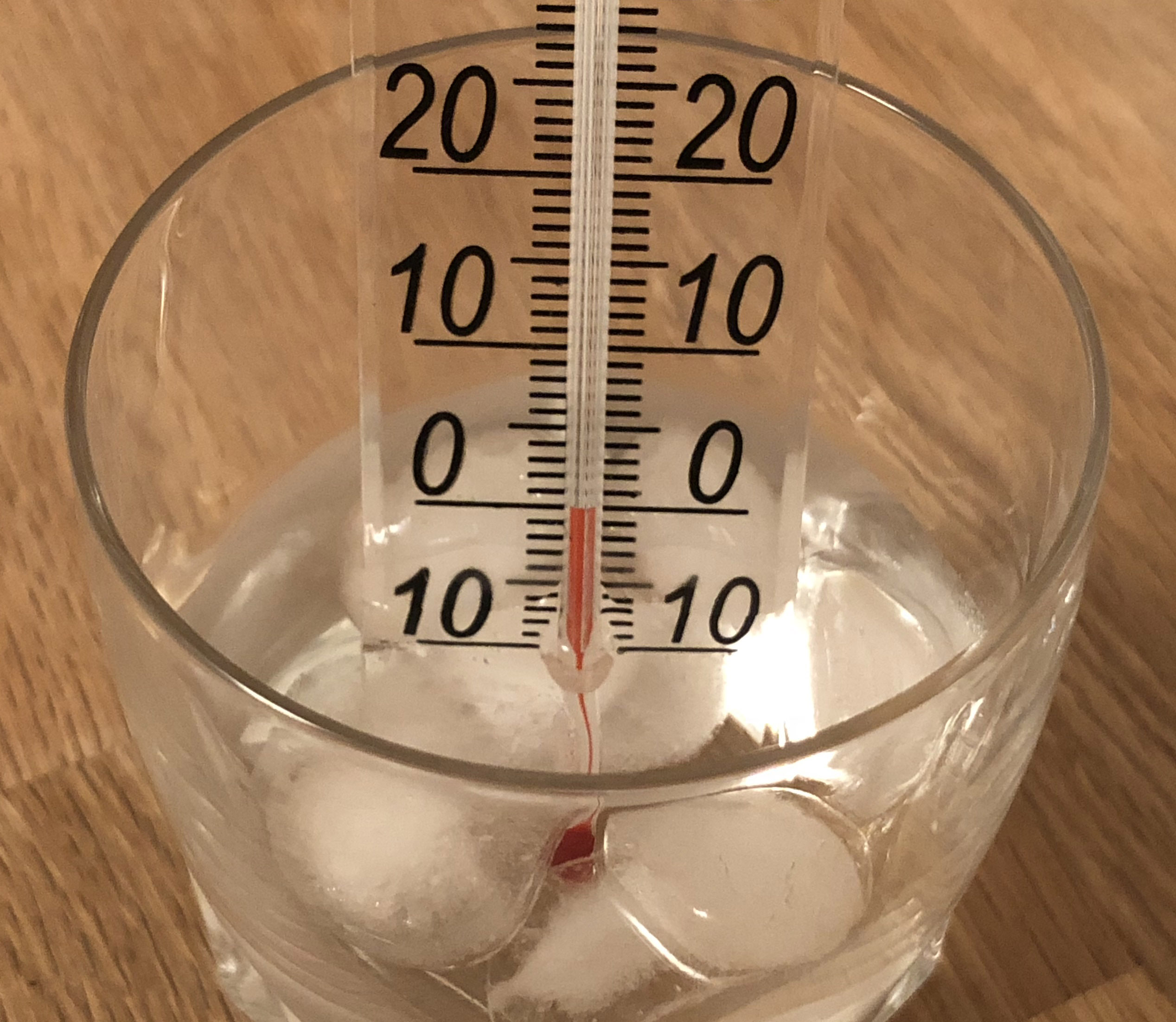
Smeltend ijs bij 0 °C

Het smeltpunt of de smelttemperatuur van een stof, is de temperatuur waarbij de aggregatietoestand van een stof overgaat van vaste stof naar vloeistof.

## Natuurkunde
In de praktijk hebben de meeste stoffen een smelt-traject van een, of enkele graden, waarin een stof overgaat van de vaste naar de vloeibare aggregatietoestand. Op het smeltpunt zijn vaste en vloeibare vorm van de stof in evenwicht. Het smeltpunt is afhankelijk van de druk, tenzij anders vermeld wordt daarbij een heersende druk van 1 atmosfeer aangenomen. 
Het smeltpunt van ijs bij 1 atmosfeer ligt zeer dicht bij 0 graden Celsius of 273,15 kelvin.
Het hoogste smeltpunt van een metaal is 3695 K of 3422 °C van wolfraam. Grafiet heeft een smeltpunt rond de 3823 K of 3550 °C, alleen is dat niet precies meetbaar door de complicaties bij hoge temperatuur. 
Het laagste smeltpunt is van helium, afhankelijk van druk en temperatuur, onder de 1 K.

## Biochemie
In de biochemie wordt gesproken van "het smeltpunt van DNA". Bij deze temperatuur gaat de dubbele helix van DNA over in twee enkele strengen.

## Thermodynamische overwegingen
Als men een zuivere vaste stof, bijvoorbeeld water in de vorm van ijs, verhit, komt men op een bepaald moment op het smeltpunt. Gedurende enige tijd stijgt de temperatuur niet, terwijl er wel energie aan wordt toegevoegd. Deze energie is nodig om het water te smelten en kan worden berekend met de enthalpie van smelten (ΔfusHØm dit is de energie die het kost om 1 mol stof te smelten bij 1 bar). Dit is de smeltwarmte. De smeltwarmte van water (ijs) is ongeveer 6 kJ/mol (334 kJ/kg).
Het smeltpunt wordt bij pure stoffen bepaald door de chemische potentiaal van de vaste stof en de vloeistof. Beneden het smeltpunt is de chemische potentiaal van de vaste stof kleiner dan die van de vloeistof, dus de vaste stof is dan het meest stabiel. Na het smeltpunt is de chemische potentiaal van de vloeistof het kleinst en de vloeistof is dan dus het stabielst.
Bij het smeltpunt is de chemische potentiaal van de vloeistof gelijk aan de chemische potentiaal van de vaste stof. De fasen zijn dus in evenwicht. Als men meer energie (warmte) toevoert, zoekt het systeem een nieuw evenwicht.